# ViaRhôna

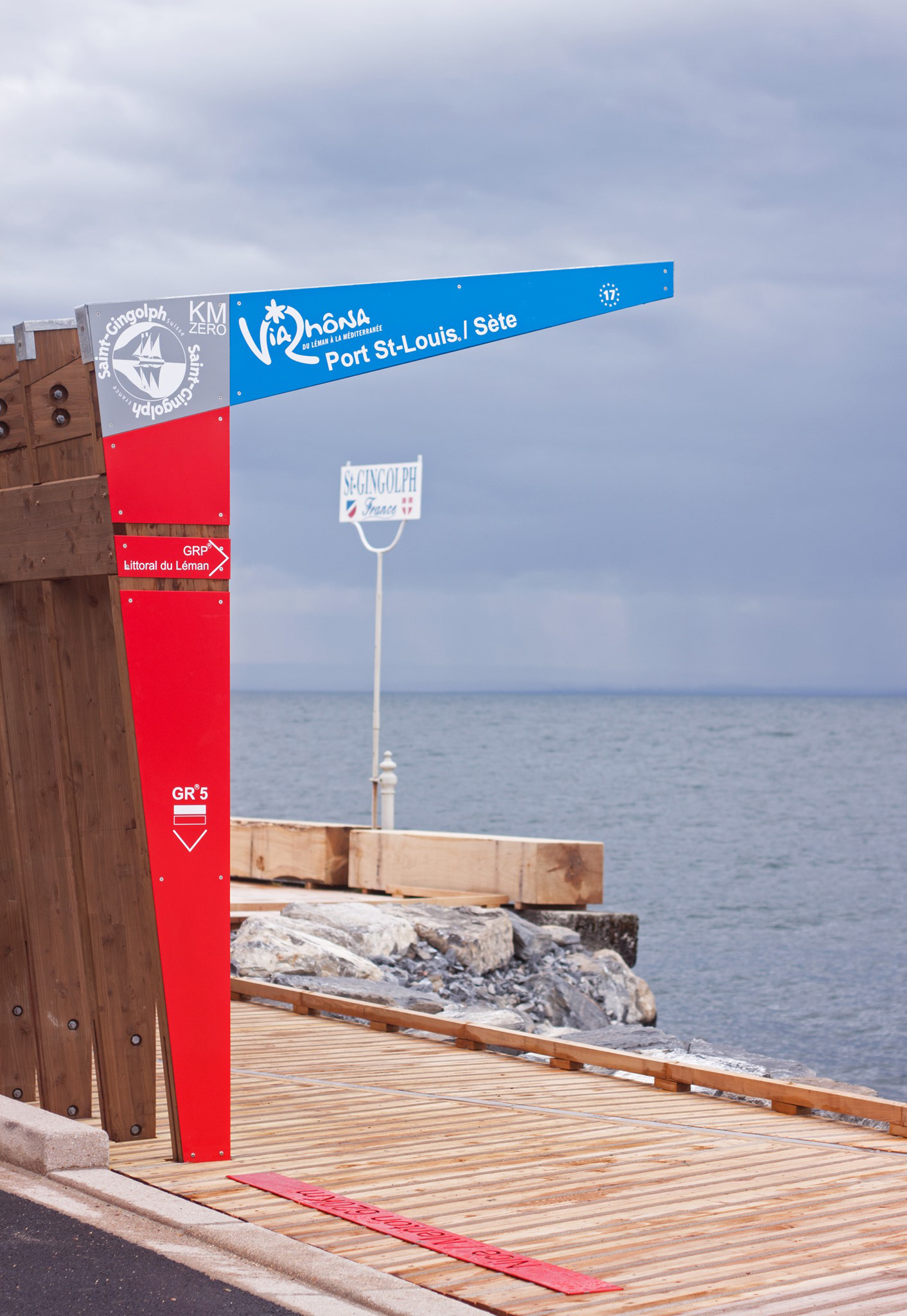
Le point de départ à Saint-Gingolph.

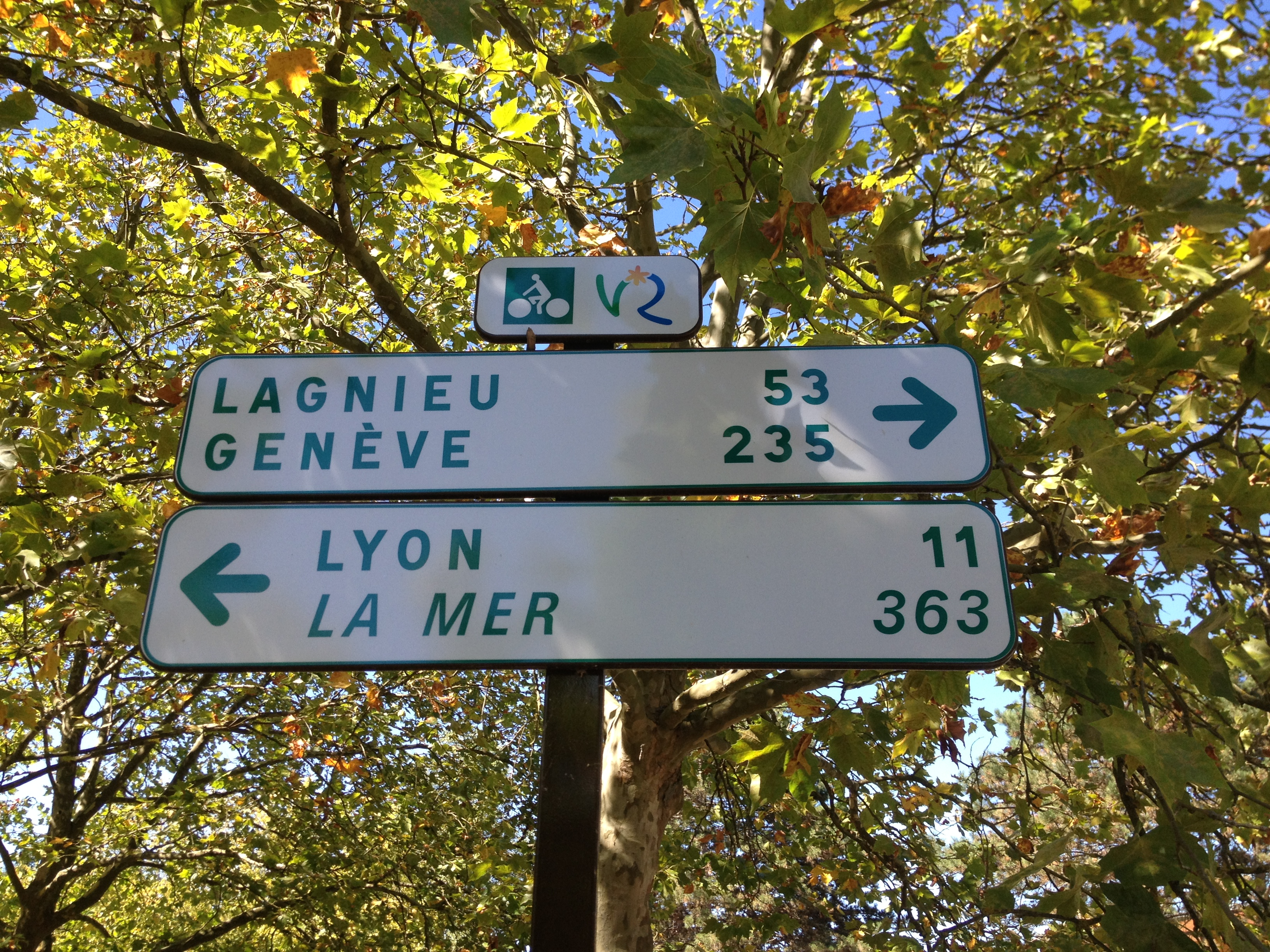
Panneau indicateur dans le parc de Miribel-Jonage.

La ViaRhôna est un aménagement cyclable ou véloroute situé en France. Elle fait partie de l'itinéraire européen EuroVelo 17, qui débute en Suisse.

## Itinéraire
Au nord, le départ de la véloroute se fait depuis Saint-Gingolph au bord du lac Léman, elle rejoint la mer Méditerranée au sud à Port-Saint-Louis-du-Rhône et Sète en suivant la vallée du Rhône. La ViaRhôna se situe dans le prolongement d'un autre itinéraire cyclable, la Route du Rhône en Suisse. Ces deux itinéraires ont été labellisés ensemble Eurovelo et constituent l'EuroVelo 17 depuis 2016, d'une longueur totale de 1 100 km répartis sur les deux pays. 
L'itinéraire utilise en partie des voies en site propre (voie verte) et en partie des voies partagées avec les automobiles mais bénéficiant d'un trafic faible. En 2022, il reste à réaliser un tronçon de 18 km de l'itinéraire sur les 815 km prévus. 
La maitrise d'ouvrage est assurée selon les tronçons par les départements, les communautés de communes (comme la communauté de communes Beaucaire Terre d'Argence dans le Gard), les communes ou les syndicats mixtes. Une partie du financement est en outre assuré par l’État français, l'Union Européenne, les Régions et les Départements traversées et la Compagnie nationale du Rhône.
Plusieurs véloroutes sont accessibles depuis la ViaRhôna : La Durance à vélo à Avignon, Moselle-Saône à vélo à Lyon, la Dolce Via à La Voulte-sur-Rhône, la Grande Traversée de l'Ardèche VTT à Bourg-Saint-Andéol, La Méditerranée à vélo à Beaucaire.

## Chronologie du projet
Le projet a débuté en 2005.
Le kilométrage réalisé est passé de 100 km fin 2008 à 520 km début 2015. 
- En région Auvergne-Rhône-Alpes, la ViaRhôna traverse huit départements de la région : Haute-Savoie, Savoie, Ain, Isère, Rhône, Loire, Ardèche et Drôme[4]. Cette voie cycliste permet de redécouvrir le fleuve et ses proches alentours. Un des points noirs fin 2023 restait la sortie de Lyon vers Vienne, à la suite des blocages et conflits entre le président de la région Auvergne-Rhône-Alpes, Laurent Wauquiez, du parti Les Républicains, et la majorité écologiste et de gauche du Grand Lyon[4]. D'après le journal Le Monde, « Ceux qui aiment la ViaRhôna, mais tiennent à la vie, prennent donc le train jusqu’à Vienne »[4].
- En région Provence-Alpes-Côte-d'Azur, la véloroute traverse deux départements, le Vaucluse et les Bouches-du-Rhône[4].
- En région Occitanie, ViaRhôna traverse deux départements, le Gard et l'Hérault. Concernant le Gard, des difficultés sont parfois invoquées par des usagers, un manque de balisage serait constaté[5], et, plus spécifiquement sur la commune de Beaucaire, un défaut de signalisation dans la ville[6].

## Association de la véloroute à un but caritatif
L'aménagement permet parfois à des associations à but non lucratif de promouvoir leur activité. 
Ainsi en 2018, le membre d'une association de lutte contre la mucoviscidose entreprend de la parcourir, alors qu'il est lui-même atteint de la maladie. Un trajet de 550 km est prévu qui traverse l'Hérault, et le Gard.